# Kiến trúc hậu hiện đại
| Lịch sử kiến trúc phương Tây |
| Kiến trúc thời kì đồ đá      |
| Kiến trúc Ai Cập cổ đại      |
| Kiến trúc Lưỡng Hà           |
| Kiến trúc cổ điển            |
| Kiến trúc Hy Lạp cổ đại      |
| Kiến trúc La Mã cổ đại       |
| Kiến trúc thời Trung Cổ      |
| Kiến trúc Byzantine          |
| Kiến trúc Romanesque         |
| Kiến trúc Gothic             |
| Kiến trúc Phục Hưng          |
| Kiến trúc Baroque            |
| Kiến trúc Rococo             |
| Kiến trúc Tân cổ điển        |
| Kiến trúc hiện đại           |
| Kiến trúc hậu hiện đại       |
|                              |
| Các mục từ                   |

Thiết kế hậu hiện đại (tiếng Anh: postmodernism) được xem như sự tiếp tục của lối thiết kế hiện đại trong kiến trúc. So với trường phái thiết kế Hiện đại chỉ gồm những đường thẳng, trường phái Hậu hiện đại xuất hiện thêm đường tròn và đường parabol, có thể hiểu trường phái Hậu hiện đại là sự kết hợp giữa lối thiết kế Cổ điển và Hiện đại nhưng lấy lối thiết kế Hiện đại làm trọng tâm. Xuất hiện lần đầu tiên từ cuối thập niên 1950, kéo dài đến thời điểm hiện tại.
Mở đầu cuốn sách "Ngôn ngữ của kiến trúc Hậu hiện đại", tác giả Charles Jencks đã thông báo "Kiến trúc Hiện đại đã chết ở Saint Louis, Missouri ngày 15 tháng 7 năm 1972 vào hồi 15h32". Kèm theo đó là bức ảnh chụp một ngôi nhà nhiều tầng đang bị nổ tung. Đó là một trong những khối của quần thể lớn nhà ở do kiến trúc sư Mỹ gốc Nhật Minoru Yamasaki thiết kế. Cuốn sách này đã gây tiếng vang lớn trong giới kiến trúc và được tái bản nhiều lần, được dịch ra nhiều thứ tiếng. Nó báo hiệu sự ra đời của trào lưu kiến trúc hậu hiện đại.

## Các nguyên lý của kiến trúc Hậu hiện đại
Theo Robert Stern, một kiến trúc sư người Mỹ, kiến trúc Hậu hiện đại được chia thành ba dạng nguyên lý sau:

### Bối cảnh
Các công trình kiến trúc Hậu hiện đại phải gắn với môi trường xung quanh, là một bộ phận của môi trường. Ở đây, vấn đề đã khác so với kiến trúc Hiện đại là không xem xét đến bối cảnh mà có thể đặt công trình ở bất kỳ môi trường nào, bất kỳ nước nào.

### Ẩn dụ
Hình thức của công trình phải nói lên nhiều ý nghĩa, có nhiều chi tiết kiến trúc mang tính tượng trưng.

### Trang trí
Tính chất trang trí cổ điển của các chi tiết kiến trúc được khôi phục lại, trái ngược lại với những gì mà kiến trúc Hiện đại cho là "trọng tội".

## Xu hướng kiến trúc Hậu hiện đại

### Xu hướng "Lịch sử"
Xu hướng quay về với cổ điển được ưa chuộng ở kiến trúc Hậu hiện đại. Thiết kế công trình loại này sao cho tạo được cảm tưởng đây là một công trình cổ điển được thiết kế theo quan điểm thẩm mỹ của phong cách quốc tế. Hai khái niệm chủ đạo của kiến trúc Hậu hiện đại nhằm chế ngự được công chúng là xác định được tinh thần tưởng nhớ đến lịch sử (quá khứ) và xác định hình ảnh hiện tại của thành phố.

### Xu hướng "Hồi sinh nghiêm ngặt"
Ở xu hướng này có hai cách sau:
- Sao chép nguyên xi các chi tiết kiến trúc cổ.
- Kết hợp lại các chi tiết kiến trúc của một số công trình cổ.

Ví dụ cho xu hướng này là đền thờ ở Trung Đông do Quynlan Terry thiết kế vào năm 1975 với ngữ pháp cổ La Mã nhưng lại có các chòi tháp kiểu thực dân Anh ở Ấn Độ. Năm 1974, kiến trúc sư người Nhật Bản Mozuna Monta thiết kế ngôi nhà Okawa House với mặt ngoài là phong cách lâu đài Farnèse, ở bên trong thì phong cách nhà thờ Pazzi. Monta đã dùng phong cách nhại lại cổ điển để sáng tạo những tác phẩm nghiêm túc.

### Xu hướng "Tân bản xứ"
Xu hướng này phát triển trong thập niên 1970, nó là một sự lai tạo của kiến trúc Hiện đại và công trình bằng gạch ở thế kỷ 19. Nó bao gồm các yếu tố:
- Mái dốc,
- Có chi tiết nào đó dạng vuông vức,
- Các khối phân chia rất ngoạn mục và bằng gạch.

Công trình tiêu biểu cho xu hướng này là Trung tâm Hillingdon Civic, xây trong khoảng 1974-1977.

### Xu hướng "Thích hợp"
Xu hướng thích hợp dựa trên sơ đồ nhị nguyên về tính dễ hiểu và dễ đọc của đô thị.
Một công trình điển hình cho xu hướng này là quần thể công trình nhà ở Byker Wall do kiến trúc sư Pháp Ralf Erskine làm năm 1974.

### Xu hướng "Ẩn dụ và trừu tượng"
Kiến trúc La Mã có xu hướng thể hiện lòng tin vào bộ máy của Hoàng đế, kiến trúc Phục Hưng thì biểu thị tính siêu hình nghiêm ngặt. Còn ở kiến trúc Hậu hiện đại, tính ẩn dụ xuất phát từ truyền thống hữu cơ có liên quan đến hình ảnh con người, động vật và thực vật. Sự đối xứng hình mặt người, cảm giác vận động từ trong ra ngoài, từ trên xuống dưới v.v... Ngôi nhà Daisy House xây dựng trong thời gian 1976-1977 ở bang Indiana, do kiến trúc sư người Mỹ Stanley Tigerman thiết kế, có mặt bằng và mặt đứng tương tự như hình ảnh một số bộ phận thân thể phụ nữ và nam giới. Kiến trúc sư người Nhật Bản Yamashita Kazumasa cũng đã thiết kế một ngôi nhà kiểu mặt người, công trình được làm năm 1974 ở Kyoto.

### Xu hướng "Không gian Hậu hiện đại"
Xu hướng thiết kế này tạo ra một không gian vô hạn, không rõ ràng, nhập nhằng với nhau... Cửa hiệu đồ trang sức Schullin ở thủ đô Viên của Áo thuộc xu hướng này. Công trình này do kiến trúc sư Hans Hollein làm năm 1975.

### Xu hướng "Chiết trung triệt để"
Chủ nghĩa chiết trung ở thế kỷ 19 là sự trốn tránh cái khó khi phải lựa chọn, đó là tính cơ hội và vị kỷ, đi tìm những thứ dễ dàng. Còn ở kiến trúc Hậu hiện đại, chủ nghĩa chiết trung mạnh mẽ và đa dạng một cách triệt để hơn.

## Những thủ pháp của kiến trúc Hậu hiện đại

### Sử dụng hệ thống kiến trúc cổ điểnHy Lạp-La Mã
Các kiến trúc sư Hậu hiện đại có các tác phẩm rất đa dạng, phong phú, nhưng Chủ nghĩa Hậu hiện đại đã làm họ gần nhau hơn, các tác phẩm của họ luôn thể hiện sự trung thành với truyền thống. Robert Venturi đã bắt chước theo ngôi đền Dori ở trong thiết kế ngôi nhà Electic House, nhại lại thức cột Ionic trong Bảo tàng Nghệ thuật Pop Art ở bang Ohio. Lối vào quảng trường Italia, ở bang Missisipi, xây dựng khoảng 1978-1979, giống Khải hoàn môn La Mã nhưng hiện đại hơn. Trong công trình này cũng có các cột Ionic mà cuốn đầu cột là thép mạ vàng, thân cột bằng các ống đèn huỳnh quang.

### Thủ pháp bài trừ sự thiếu tính đồng nhất cho công trình
Trong kiến trúc này, người ta khai thác tính chất đối xứng, tính "chính, phụ" và có "tâm" của công trình.

### Thủ pháp vận dụng ngược đời các chi tiết cổ
Thủ pháp này vận dụng khi thiết kế công trình, người ta lắp các chi tiết cổ không đúng với vị trí thường thấy. Mô típ hình bán nguyệt có chuôi ở nhà thờ Santa Maria Della Pace ở Roma do Pretroda Cortona xây dựng năm 1656-1657 đã được kiến trúc sư Isozaki Arata vận dụng làm cửa sổ trong các ngôi nhà Kj House và H. House. Còn trong ngôi nhà Sun-Tumori, kiến trúc sư Watanabe Toykazu đã làm một mái nhà có sống mái dốc ngược lên tạo một phối cảnh kỳ dị. Kiến trúc sư Aida Takefumi năm 1979 cũng làm một ngôi nhà có hai cái mái hình tam giác cân. Cái mái này lại được đỡ bằng một cột ở giữa theo truyền thống nhà ở Nhật Bản.

### Thủ pháp đề cao tính trật tự
Các kiến trúc sư vận dụng thủ pháp này đã tránh trang trí, không dùng trực tiếp các yếu tố kiến trúc Cổ điển nhưng sử dụng tính trật tự của bố cục, các trục chính, phụ. Họ thường sử dụng những hình hình học sơ cấp, là những hình đơn giản nhất. Trong ngôi nhà Matematician House của Reichlin và Rainhardt, người ta thấy nhiều quan niệm cổ điển như: "tâm nhà", hình chữ thập của Leone Battista Alberti và Palladio, v.v... Kiến trúc sư Isozaki Arata lại sử dụng chủ yếu hình vuông và khối lập phương để diễn đạt ý tưởng cho công trình. Năm 1972-1974 ông thiết kế bảo tàng Kitakyushu và toà nhà Shu Sha, cả hai công trình đều là những hình vuông và khối lập phương hết sức đơn giản. Nhà hát nổi Teatro del Mondo ở Venezia của Aldo Rossi làm năm 1979 cũng là một công trình hết sức độc đáo.

## Các kiến trúc sư Hậu hiện đại
- Robert Venturi
- Aldo Rossi
- Léon Krier
- Michael Graves
- Watanabe Toyokazu
- Isozaki Arata
- Hans Hollein
- Robert Stern
- Lý Tổ Nguyên

## Hình ảnh

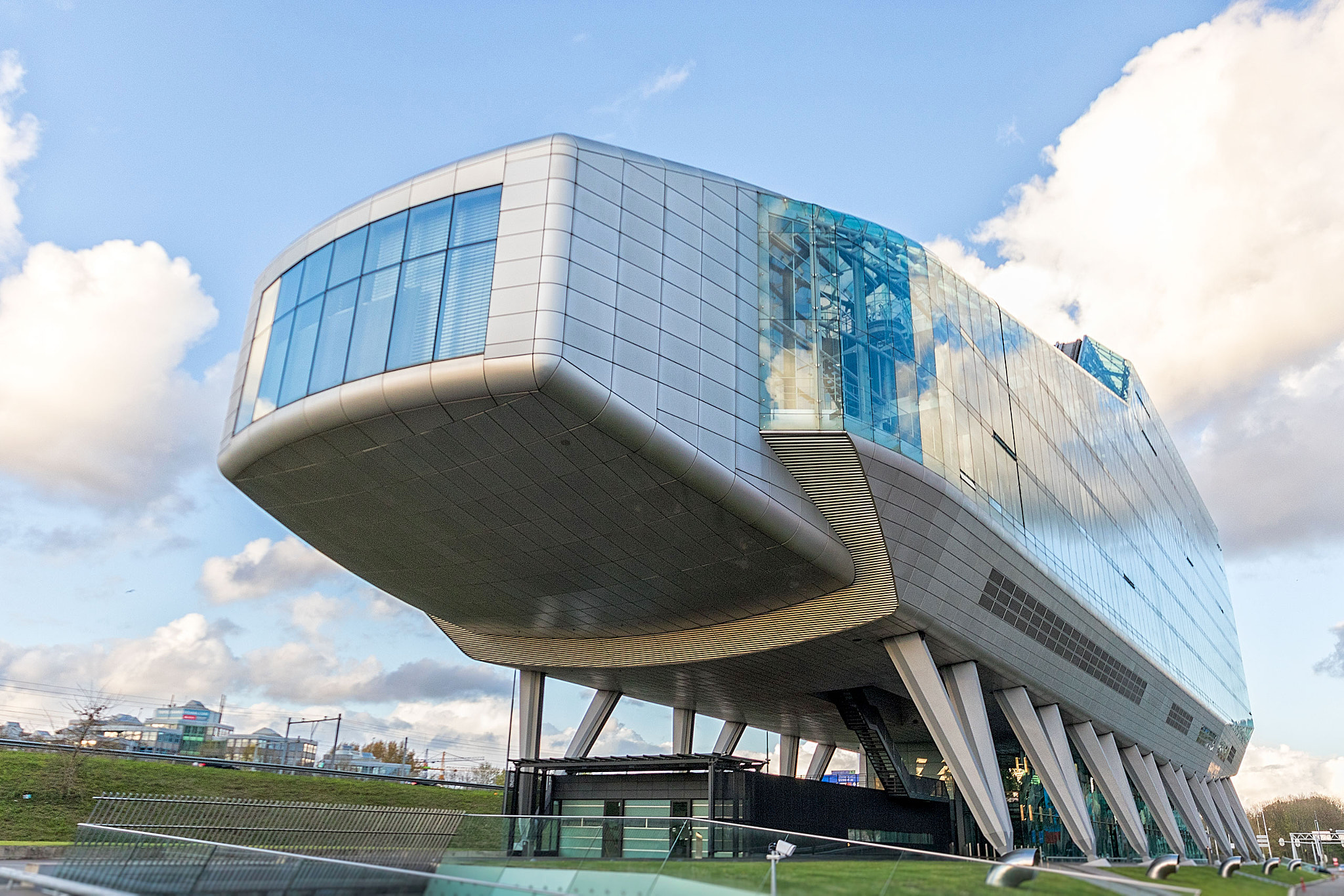
Nhà ING, Amsterdam
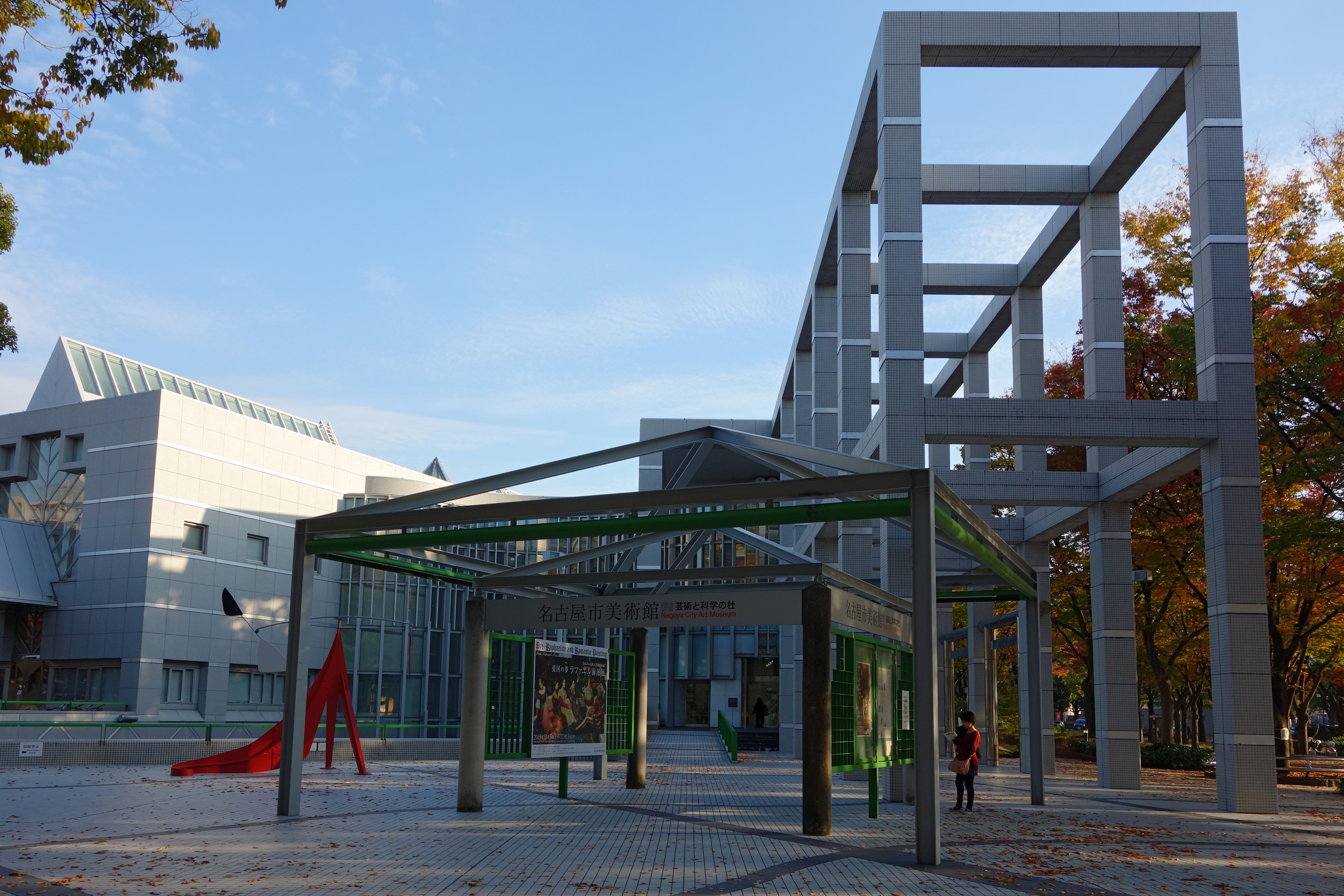
Bảo tàng nghệ thuật, Nagoya
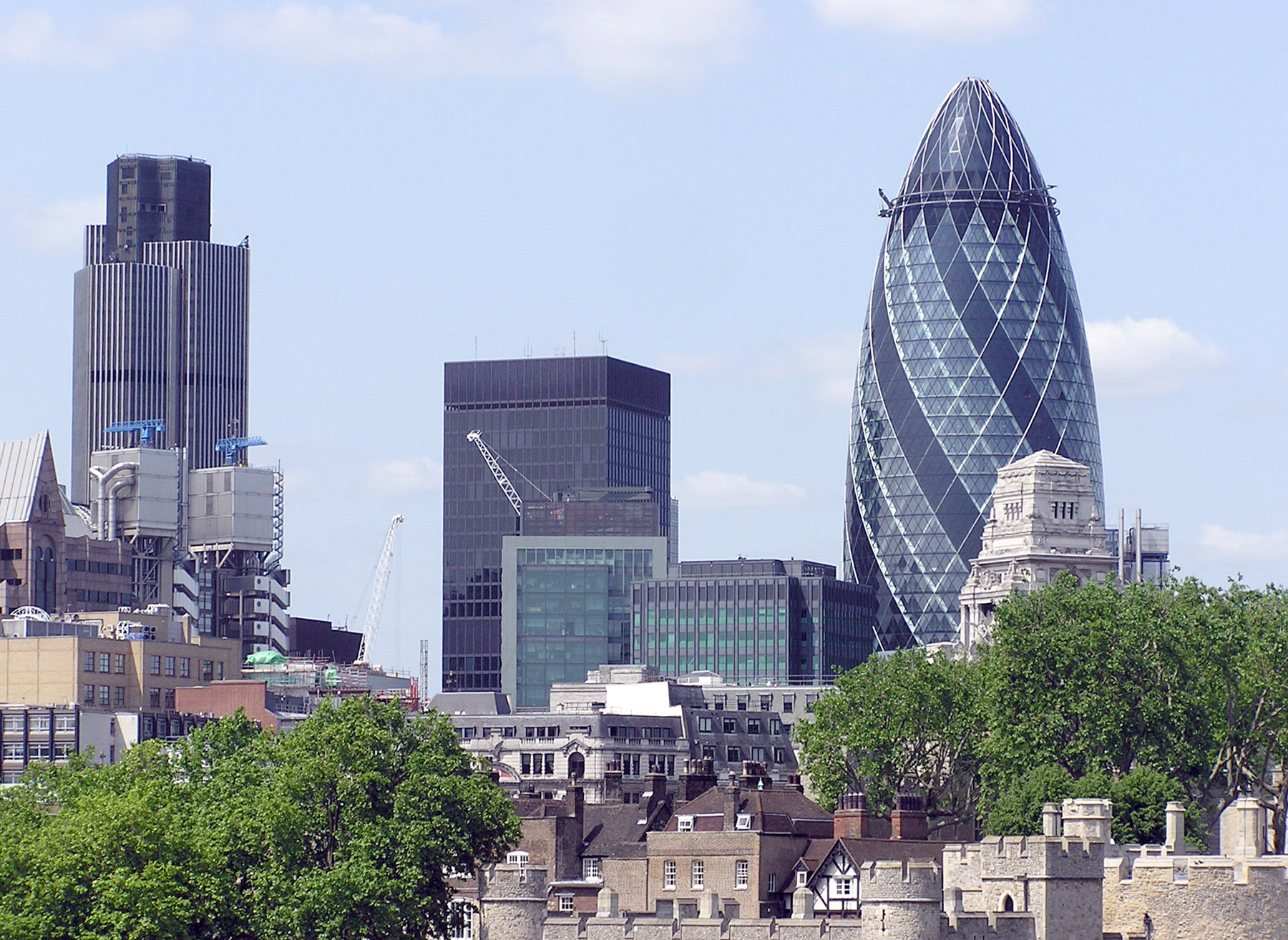
Tháp ở Luân Đôn
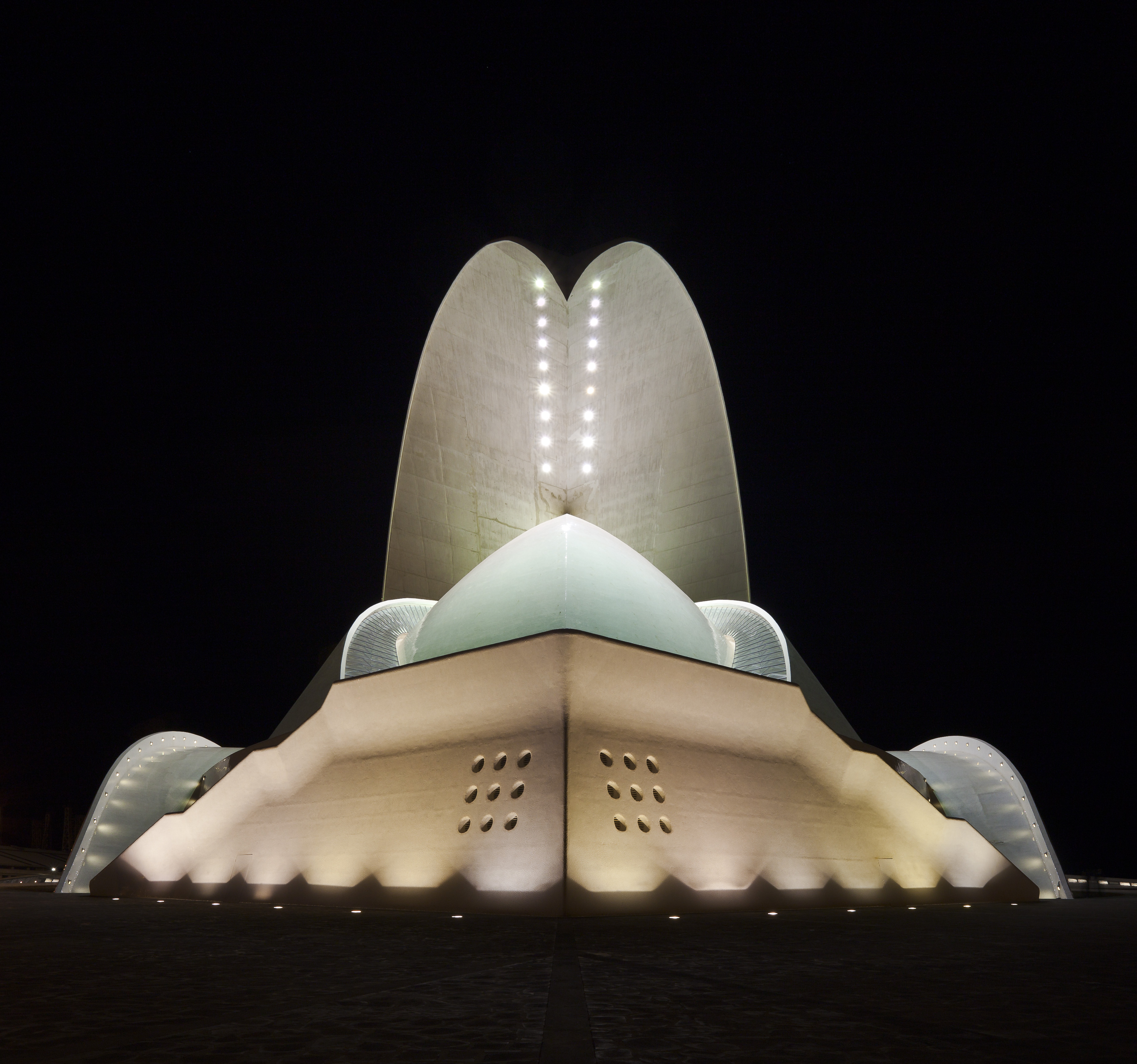
Auditorio de Tenerife, Tây Ban Nha
Mẫu nhà ở hiện đạiNhà ở hiện đại